# Sepedon notambe
Sepedon notambe är en tvåvingeart som beskrevs av Speiser 1910. Sepedon notambe ingår i släktet Sepedon och familjen kärrflugor. Inga underarter finns listade i Catalogue of Life.